# Композиторская школа
Композиторская школа — группа композиторов или стиль композиции, предположительно созданный совместно объединением композиторов, как правило работающих в том же музыкальном жанре или те, кто учились в одном месте или у одних и педагогов.
Включение того или иного композитора в состав тех или иных групп нередко носит спорный характер. Композиторские школы средневековья, как правило, сложнее поддаются подобной классификации, в то время как более современные группы имеют тенденцию быть более конкретными в направлении и, благодаря уже сложившимся музыкальным направлениям (школам) проще поддаются идентификации.
Например, название «Могучая кучка» было придумано русским музыкальным критиком Владимиром Васильевичем Стасовым в 1867 году для описания творческого содружества русских композиторов, сложившегося в городе Санкт-Петербурге в конце 1850-х и начале 1860-х годов. Их также называли «первой пятёркой Балакирева», т.к. впоследствии множество русских композиторов конца XIX — первой половины XX веков рассматривались музыковедами, как непосредственные продолжатели традиций «Могучей кучки» и, соответственно, относили их к данной композиторской школе. Членов Дармштадтской школы объединяет участие в Международных летних курсах новой музыки («Internationale Ferienkurse für Neue Musik»), хотя музыканты прибыли туда из разных стран. Представителей Франко-фламандской (нидерландской) школы (существовавшей с 1400 по 1630 год) искусствоведы традиционно делят на пять поколений, каждое из которых включает по меньшей мере трёх членов, в то время как французская Шестёрка состоит из шести членов, согласно названию творческого содружества.